# False Alarm (EP)
False Alarm es un EP de la cantautora escocesa KT Tunstall, originalmente lanzado el 11 de octubre de 2004, antes de su CD debut Eye to the Telescope.

## Track listing
1. "False Alarm" – 3:50
2. "Miniature Disasters" – 3:32
3. "Heal Over" – 4:27
4. "Throw Me a Rope" – 3:18

- Datos: Q3738760